# Marie-Françoise Duthu
Françoise (Marie-Françoise) Duthu (ur. 20 października 1946 w Talence) – francuska ekonomistka, działaczka partii Zielonych, eurodeputowana (2004).

## Życiorys
Studiowała w Tuluzie. Zawodowo związana z Université de Paris X, gdzie została wykładowcą ekonomii. Zaangażowała się w działalność Zielonych, obejmowała różne funkcje w strukturach tego ugrupowania.
W wyborach w 1999 kandydowała do Parlamentu Europejskiego V kadencji. Mandat eurodeputowanej objęła w lutym 2004, zastępując Yves'a Pietrasantę. Należała do frakcji Zielonych i Wolnego Sojuszu Europejskiego. Pracowała m.in. w Komisji Przemysłu, Handlu Zewnętrznego, Badań Naukowych i Energii. W PE zasiadał do lipca 2004. W 2008 wybrana do rady miejskiej w Dreux.